# Il caso (serie televisiva 2017)
Il caso (Fallet) è una serie televisiva svedese del 2017. È stata presentata in anteprima il 14 aprile 2017 sul canale svedese SVT1, prima di essere acquistata da Netflix, che l'ha pubblicata ad aprile 2018. È una co-produzione tra SVT, FLX, Film i Väst e DR, supportata da Nordisk Film e TV Fond.
La serie vede come protagoniste Lisa Henni nei panni di Sophie Borg e Adam Godley nel ruolo di Tom Brown, due detective che indagano su un omicidio.
Nel novembre 2017, la serie è stata nominata miglior commedia drammatica agli International Drama Awards del C21 a Londra. La rete via cavo statunitense Showtime sta sviluppando un remake.

## Trama
Gli investigatori incompetenti, Sophie Borg di Stoccolma e Tom Brown di St Ives, nel Regno Unito, hanno l'ultima possibilità di risolvere un caso dopo il macabro omicidio di un britannico nella città natale di Borg, Norrbacka, in Svezia. Il capo della polizia di Norrbacka, Klas Wall, che sta per andare in pensione, è felicissimo per il nuovo caso.

## Episodi
| Stagione       | Episodi Svezia | Prima TV Svezia | Pubblicazione Italia |
| -------------- | -------------- | --------------- | -------------------- |
| Prima stagione | 8              | 2017            | 2018                 |